# La Spezia (stad)
La Spezia is een stad in de regio Ligurië, in Noord-Italië, aan de Golf van La Spezia. De stad ligt ten zuidoosten van Genua, ten westen van Bologna en ten noordwesten van Florence, tussen Genua en Pisa. Het is een van de belangrijkste militaire en commerciële havensteden, gelegen aan de Ligurische Zee. Verder is OTO Melara, een van de grootste militaire industrieën van Italië, in deze stad gevestigd. In 2019 had de stad 93.347 inwoners. La Spezia is de hoofdstad van de gelijknamige provincie.

## Bezienswaardigheden
La Spezia heeft geen werkelijk bijzondere historische of architectonische kenmerken, op de moderne Cristo Re alla Spezia-kathedraal van circa 1960 en het Lia Art museum na. Het postkantoor vertoont enkele futuristische mozaïeken van Enrico Prampolini.
De stad is uitzonderlijk in Italië omdat het een zeer moderne stad is - bijna alle gebouwen dateren van 1920 of later - en weinig bezienswaardigheden heeft. Evengoed bevinden zich in de provincie mooie plaatsen, waaronder Lerici, Porto Venere en de Cinque Terre, die alle aan de Golf van La Spezia liggen, aan de Tyrreense Zee.
In de onmiddellijke nabijheid ligt het 'zeeroversnest' Porto Venere, een karakteristiek oud stadje met ruim 5000 inwoners (1997). Oplopend gebouwd tegen een rotsachtige berghelling zijn steile straatjes en traptreden heel gewoon. Hoge witte huizen, waarvan sommigen nog uit de 12e eeuw stammen, maken deze plek schilderachtig. De Genuese tijd is terug te vinden in de hier en daar versterkte hoekhuizen. De kathedraal San Lorenzo, ook 12e-eeuws, heeft een mooi portaal met veel religieuze voorstellingen. De machtige citadel, een vesting die in de 16e eeuw werd neergezet en later uitgebouwd ter verdediging van La Spezia, torent erboven uit.
Op het uiterste puntje van het schiereiland staat het kleine kerkje San Pietro uit de 13e eeuw. De marmeren vloer stamt uit de 6e eeuw. Vanaf dit punt heeft men uitzicht over de Golf van La Spezia en de eilandjes Tino en Palmaria op 150 meter aan de overkant. Hier wordt nog steeds het befaamde zwart-geel geaderde Portoro-marmer gedolven. Ook in de nabijheid liggen de groeven van het Carrara-marmer waar ook reeds Michelangelo zelf zijn beste stukken marmer reserveerde. Bezienswaardig is verder nog de Dom Santa Maria Assunta (v.a. 1377).

## Geschiedenis
Gedurende de Tweede Wereldoorlog werd de haven van de stad gebruikt door de Kriegsmarine als belangrijkste basis voor U-boten die in de Middellandse Zee opereerden. Na de Tweede Wereldoorlog was het een belangrijke uitvalsbasis van de Mossad Le'Aliyah Bet, die immigraties van Joden naar Palestina organiseerde. Een bekende gebeurtenis hierin was de La Spezia-affaire.

## Sport
Spezia Calcio 1906 is de professionele voetbalploeg van La Spezia en speelt in het Stadio Alberto Picco. 

## Geboren in La Spezia
- Bartolomeo Fazio (1400/1410-1457), historicus, schrijver en humanist
- Giacomo Doria (1840-1913), natuuronderzoeker
- Pietro Maria Bardi (1900-1999), medeoprichter en conservator van het Museu de Arte de São Paulo
- Giacinto Scelsi (1905-1988), componist
- Giancarlo Giannini (1942), acteur en regisseur
- Dario Vergassola (1957), acteur
- Leonardo Fogassi (1958), neurowetenschapper
- Massimo Podenzana (1961), wielrenner
- Alexia (1967), popzangeres
- Paolo Bertolani (1931-2007), dichter
- Alessandro Petacchi (1974), wielrenner
- Andrea Vatteroni (1969), wielrenner
- Andrea Raggi (1984), voetballer
- Davide Bariti (1991), voetballer